# مستقبل مانوز
مستقبل مانوز (كتلة التمايز 206 أو CD206) هو لكتين نوع ج يوجد على سطح الخلايا المتغصنة غير الناضجة والخلايا الأكولة الكبيرة، كما تظهر على سطح خلايا الجلد كما في الأرومة الليفية الجلدية والخلايا الكيراتينية.
مستقبل مانوز هو أول عضو ضمن مجموعة مستقبلات داخل الخلية تضم إندو180 ومستقبل فوسفوليباز أ2 الإفرازي نوع م ومولد ضد الخلية اللمفاوية 75.